# فریثورپ
فریثورپ (به انگلیسی: Freethorpe) یک روستا و محله مدنی در بریتانیا است که در Broadland واقع شده‌است. فریثورپ ۹٫۵۱ کیلومتر مربع مساحت و ۹۰۶ نفر جمعیت دارد.